# Parabole de la porte étroite
Pour les autres significations, voir Porte étroite et La Porte étroite.

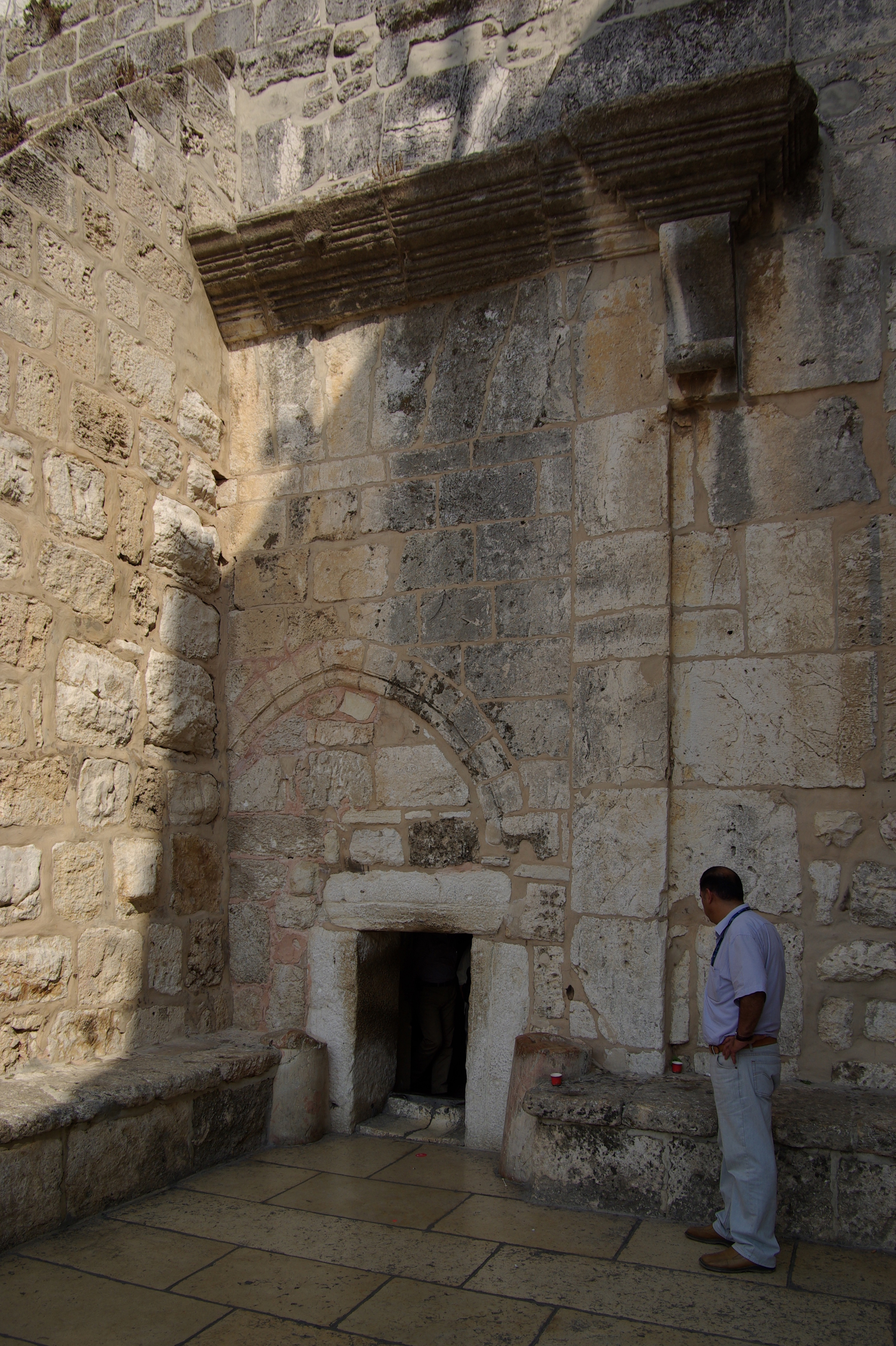
La Porte étroite, comme ici à la basilique de la Nativité à Bethleem rappelle la difficulté de croire.

La Porte étroite est une parabole de l'Évangile selon Luc. Elle parle de l'importance de la foi.

## Texte
Évangile de Jésus-Christ selon saint-Luc, chapitre 13, versets 24 à 29 :

« Efforcez-vous d'entrer par la porte étroite. Car, je vous le dis, beaucoup chercheront à entrer, et ne le pourront pas. Quand le maître de la maison se sera levé et aura fermé la porte, et que vous, étant dehors, vous commencerez à frapper à la porte, en disant: Seigneur, Seigneur, ouvre-nous! il vous répondra: Je ne sais d'où vous êtes. Alors vous vous mettrez à dire: Nous avons mangé et bu devant toi, et tu as enseigné dans nos rues. Et il répondra: Je vous le dis, je ne sais d'où vous êtes; retirez-vous de moi, vous tous, ouvriers d'iniquité. C'est là qu'il y aura des pleurs et des grincements de dents, quand vous verrez Abraham, Isaac et Jacob, et tous les prophètes, dans le royaume de Dieu, et que vous serez jetés dehors. Il en viendra de l'orient et de l'occident, du nord et du midi; et ils se mettront à table dans le royaume de Dieu. »

— Traduction d'après la Bible Louis Segond.

## Interprétation
L'ancien souverain pontife Grégoire le Grand parle rapidement de cette parabole dans son homélie 23 qui est axée sur l'apparition aux disciples d'Emmaus. « Donnez asile aujourd'hui au Christ qui se présente à vous en étranger, pour qu'au jour du jugement, vous ne soyez pas pour lui comme des étrangers qu'il ne connait pas, mais qu'il vous reçoive comme siens dans son royaume » . Cela rejoint les paraboles du bon grain et de l'ivraie et celle du trésor caché : il faut croire et prier.